# کلاید ادوارد پنگبورن
کلاید ادوارد پنگبورن (انگلیسی: Clyde Edward Pangborn) خلبان و هوانورد اهل آمریکا بود. او در ۵ اکتبر ۱۹۳۱ میلادی به همراه هاف هرندون توانست برای نخستین بار و بدون توقف، عرض اقیانوس آرام را از میساوا، آئوموری در ژاپن تا ایست وناتچی، واشینگتن در آمریکا پرواز کند. این پرواز ۴۱/۵ ساعت به طول انجامید.